# Aphis diluta
Aphis diluta är en insektsart som beskrevs av Pashtshenko 1994. Aphis diluta ingår i släktet Aphis och familjen långrörsbladlöss. Inga underarter finns listade i Catalogue of Life.